# 43-as főút (Magyarország)
A 43-as főút egy magyarországi főút, amely a Szeged–Makó–Nagylak útvonalon halad, összekötve Csongrád-Csanád vármegye székhelyét a magyar–román határral. Hossza 52,1 kilométer. Az úthoz a hazai főutak közül az 5-ös, a 47-es és a 431-es főút is csatlakozik. Az előbbi Budapest és Röszke (illetve Szerbia) felé teszi lehetővé a közlekedést, a második Békéscsaba-Debrecen irányába, a harmadik pedig a kiszombori határátkelőhöz vezet, elkerülve és tehermentesítve a községet.
Az út az alábbi településeket érinti: Szeged, Szeged-Újszeged, Szeged-Szőreg, Deszk, Klárafalva, Ferencszállás, Makó, Apátfalva, Magyarcsanád, Nagylak.

## Nyomvonala
Csongrád-Csanád vármegye székhelyén, Szeged belvárosának északnyugati szélén indul, az 5-ös főútból kiágazva, annak 169,200-as kilométerszelvénye után; ott, ahol az az addig a város központja felé vezető útvonaláról (a Kossuth Lajos sugárútról) ráfordul a szegedi Nagykörútra, azon belül is annak Párizsi körút nevű szakaszára. A 43-as kezdeti szakaszai is a Nagykörút részeiként húzódnak északkelet, majd egyre inkább kelet felé, Párizsi körút, a Klapka tér után Berlini körút, a Csongrádi sugárút keresztezése – és a Csongrádtól idáig vezető 4519-es út betorkollása – után Brüsszeli körút, a József Attila sugárút keresztezése – és a 47-es főút becsatlakozása – után pedig Római körút néven.
1,5 kilométer után beletorkollik a Makótól idáig húzódó 4412-es út, innét a főút már délkelet felé tart és hamarosan eléri a Tisza folyását, amit a Bertalan híddal keresztez. Újszegedi szakasza a Temesvári körút nevet viseli, egyre inkább dél, majd délnyugat felé fordulva. Már 3,6 kilométer teljesítésén is túl jár, amikor – az újszegedi gyermekkórház és a városi Kisstadion között elhaladva – újra délkeleti irányba fordul és a Szőregi út nevet felvéve távolodni kezd a város központjától. Ugyanitt még kiágazik belőle nyugat-délnyugat felé a 43 303-as út, a MÁV 121-es számú Kétegyháza–Újszeged-vasútvonalának Újszeged vasútállomására.
5,2 kilométer után egy körforgalmon halad át – ennek középpontjában áll a Szőregi csata emlékoszlopa –, majd 5,4 kilométer után metszi az egykori Kamaratöltés nyomvonalát [itt elhalad az egykori Újszőreg megállóhely térsége mellett] és egyúttal eléri Újszőreg nyugati szélét; onnan egy darabig a városrész északi peremén halad, egyre inkább keleti irányt felvéve, Makai út néven. 7,3 kilométer után egy körforgalomhoz ér: ott a 4302-es út ágazik ki belőle Szőreg városrész történelmi központja és Kübekháza felé. 7,8 kilométer után kilép a belterületről és még a 8,2 kilométer elérése előtt átlépi Deszk határát.
9,8 kilométer után éri el Deszk lakott területét, ott az Alkotmány utca nevet veszi fel. A 11. kilométerénél kiágazik belőle a 43 306-os út, Deszk megállóhely felé, 12,3 kilométer után pedig ki is lép a lakott területek közül. 16,4 kilométer után éri el Klárafalva határszélét, egy darabon a határvonalat kíséri, majd a 17+250-es kilométerszelvénye táján belép a település területére, ahol egyből belterületek közé érkezve húzódik tovább. A 17+700-as kilométerszelvénye táján visszatorkollik belőle a 4302-es út dél felől, bő 20 kilométer megtételét követően. Felszabadulás utca néven húzódik a belterület keleti széléig, amit a 18+350-es kilométerszelvénye közelében ér el.
19,5 kilométer után, egy enyhe iránytöréssel lép át Ferencszállás területére és itt is egyből belterületi szakaszai következnek, Szegedi út néven, kelet-délkeleti irányban húzódva. A 20+550-es kilométerszelvényénél ismét egy állomásra vezető mellékút válik ki belőle, dél felé: ez a 43 307-es út, amely a már megszüntetett Ferencszállás megállóhelyet szolgálta ki. 21,3 kilométer teljesítését követően éri el a főút Ferencszállás legkeletibb házait, ott egyből át is lép Kiszombor területére.
Kiszombor belterületét a főút gyakorlatilag nem érinti, csak elhalad annak északi pereme mellett, a 25. és 28. kilométerei között; a településtől mindvégig elválasztják a vasút vágányai. 25,2 kilométer után egy önkormányzati út ágazik ki belőle dél felé, ez biztosít közúti elérhetőséget a vasút pár száz méterrel arrébb található Kiszombor vasútállomása számára, 26,8 kilométer után pedig a 43 107-es út ágazik ki belőle ugyancsak nagyjából déli irányban: ez tekinthető a település főutcájának és erről letérve érhető el a vasút Kiszombor megálló megállóhelye is. Még a település határain belül a 43-as egy körforgalomba ér: itt a 431-es főút ágazik ki belőle, amely a Kiszombor-Nagycsanád közti közúti határátkelőhelyre vezet.
A 29. kilométerénél a főút – a vasúttal párhuzamosan haladva, de külön hídon – keresztezi a Maros folyását, egyben átlép Makó területére. Majdnem pontosan a 30. kilométerénél éri el a város lakott területének szélét, ahol a Szegedi út nevet viseli; 200 méterrel arrébb kiágazik belőle északnyugat felé a Szeged felé vezető 4412-es út, néhány sarokkal arrébb pedig déli irányban jön egy újabb elágazása: itt a 43 308-as út válik ki belőle Őrszentlőrinc városrész és Makó vasútállomás felé.
A belvárosban két körforgalmon is áthalad, az elsőnél csak önkormányzati utakkal találkozik, a másodiknál viszont a Békéscsaba déli részétől idáig húzódó 4432-es út torkollik bele, 31 kilométer megtétele után. A neve ezután már Megyeház utca, ezen a néven éri el harmadik makói körforgalmát: ott a 4424-es út torkollik bele, amely Királyhegyessel kapcsolja össze a várost. Negyedik és ötödik makói körforgalma – előbbi a 32. kilométerénél, a református ótemető közelében, utóbbi pedig 33,3 kilométer után, az egyik helyi bevásárlóközpontnál – már ismét csak önkormányzati utakat szolgál ki; neve ezen a szakaszon már Aradi utca.
A 34+150-es kilométerszelvényénél, nyílt vonali szakaszon, szintben keresztezi a MÁV 130-as számú Szolnok–Hódmezővásárhely–Makó-vasútvonalát, majd lassan elhagyja Makó belterületi részeit. Már külterületen érkezik a hatodik itteni körforgalmához, 34,8 kilométer után, nyugat felől: a tovább egyenesen haladó szakasz a 4434-es számozást viseli, és itt ér véget csaknem 85 kilométer után, észak felől a 430-as főút torkollik bele ebbe a körforgalomba, az M43-as autópálya makói csomópontja irányából, a 43-as főút pedig innen délkelet felé folytatódik.
A 36. kilométerénél éri el az út Apátfalva határát, belterületére pedig 40,6 kilométer után lép be; települési neve itt is Aradi utca. 41,2 kilométer után keresztezi a vasút vágányait, majd azokkal párhuzamos irányba fordul, Széchenyi István utca néven. 41,6 kilométer után ágazik ki belőle észak felé a 44 322-es út, Apátfalva vasútállomás kiszolgálására, kevéssel a 42. kilométere után pedig egy kereszteződéshez ér: itt a 4425-ös út keresztezi, amely a Makóhoz tartozó Rákos külterületi városrésztől az 1944-ben megsemmisült (de évek óta újjáépíteni tervezett) apátfalvi Maros-híd egykori hídfőjéig vezet, és itt a 17. kilométere után jár.
A 43. kilométere után a főút szinte észrevétlenül lép át Magyarcsanádra, hiszen külterületi részeket itt egyik településen sem érint: egyből belterületre érkezik, és a Fő utca nevet veszi fel. A 44. kilométerénél ágazik ki belőle a 44 323-as számú mellékút, Magyarcsanád megállóhelyre, kevéssel a 45. kilométere után elhagyja a község legkeletibb házait, az 50. kilométerét pedig már Csanádpalota határai közt teljesíti. Ez utóbbi település lakott területeivel azonban nem találkozik, azoktól jó pár kilométerrel délebbre húzódik, többé-kevésbé párhuzamosan a 121-es vasútvonallal.
Bő másfél kilométer után, az 51+500-as kilométerszelvényénél a főút átlép az utolsó általa érintett magyarországi település, Nagylak területére, ahol egyúttal a vasútvonal északabbnak kanyarodva eltávolodik tőle. 51,7 kilométer után beletorkollik a 4451-es út, szinte pontosan 8 kilométer után, nem sokkal ezt követően pedig véget is ér, beletorkollva egy körforgalomba. Az említett körforgalomból egyenesen tovább már csak a határátkelőhelyet kiszolgáló útszakaszok húzódnak – azok később, az országhatár romániai oldalán DN7-es útszámozással folytatódnak –, északkelet felé pedig a 448-as főútra lehet ráhajtani ebből a csomópontból, Csanádpalota irányába.
Teljes hossza, az országos közutak térképes nyilvántartását szolgáló kira.gov.hu adatbázisa szerint 52,101 kilométer.

## Települések az út mentén
- Szeged
- Deszk
- Klárafalva
- Ferencszállás
- Kiszombor
- Makó
- Apátfalva
- Magyarcsanád
- (Csanádpalota)
- Nagylak

## Története
1934-ben a kereskedelem- és közlekedésügyi miniszter 70 846/1934. számú rendelete lényegében a teljes mai hosszában harmadrendű főúttá nyilvánította, természetesen a később (1979-ben) megépült szegedi hídja és az ahhoz csatlakozva kialakított nagykörúti szakasza, illetve a szintén később létesült kiszombori elkerülő kivételével. A Szeged-Kiszombor közti szakasz akkor a 431-es útszámozást kapta (az az út Kiszombor után még továbbfolytatódott az országhatárig), a következő, Makóig tartó szakasz a Csanádapácáig vezető 437-es főút része lett, hátralévő szakasza pedig 438-as útszámot kapott. [A 43-as útszámot ugyanakkor a Berettyószentmárton-Békéscsaba-Szeged útvonal kapta meg, és ez hatályban maradt második világháború idején, az első és második bécsi döntések utáni időszakban is, illetve egy évszámfeltüntetés nélküli, valószínűleg 1949 körüli közúthálózati térkép kiadása idején is.]
Az említett, dátum nélküli, 1949 körül készült térkép már másodrendű főútként tünteti fel, 46-os útszámozással.

## Forgalma
A főút forgalma az egyik legnagyobb volt Magyarországon; Bulgária és Románia Európai Uniós csatlakozása óta a forgalom pedig háromszorosára nőtt. Az átmenő forgalom túlnyomó része tehergépjármű volt, ráadásul igen sok település fekszik mellette. A községek legtöbbjében jelzőlámpás gyalogátkelőket alakítottak ki, lehetővé téve ezzel a biztonságos áthaladást. Azonban napjainkban az úttól északra elhelyezkedő M43-as tehermentesíti.